# 紅屏當機

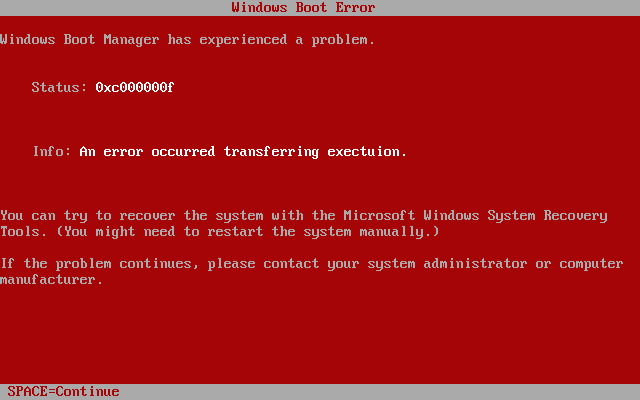
Windows Vista的缺失檔案（5112 後改回黑屏)畫面

紅白當機（英語：Red Screen of Death，簡稱：RSoD），是一種存在于某些Windows 98 SE和Windows Vista測試版中的檔案缺失後錯誤訊息畫面。家用遊戲機例如PlayStation 2中也有這種錯誤訊息畫面。

## 家用遊戲機

### PlayStation
當PlayStation 2發生光碟格式錯誤，一個紅色畫面將會出現以通知使用者，主機無法辨認出所插入之光碟的格式。這個畫面會告訴使用者「請插入PlayStation 或 PlayStation 2格式的光碟」。
紅白當機畫面出現時，使用者會聽到一聲類似瀏覽器啟動的聲音，但這個聲音會比正常的聽起來更為急促和扭曲；而畫面的背景顏色會由平常的藍色轉變成令人注目的深紅色。而因為這個畫面通常是很突然的出現在螢幕上，所以很多玩家也認為它是一個恐怖的錯誤畫面。儘管這個畫面一般並不代表真正的當機，但有人還是會把它跟「藍白當機畫面」放在一起相提並論，而稱為「紅白當機」。
PlayStation上也有類似的錯誤，而成因也是因為一張主機不支援的光碟被插入。錯誤發生時，主機就像平常一樣顯示開機畫面，然後一個帶有紅色小格的靜態畫面會出現，伴隨一段訊息告知使用者「請插入PlayStation格式的光碟」。插入一張已經損壞的光碟，或插入PlayStation 2格式的藍底光碟也會出現這個錯誤。
系統顯示這個錯誤畫面的原因有很多，插入損壞的光碟，或是遊戲碟被偵測出是盜版複本是其中幾個原因；另外讀取光碟的雷射光頭出現損壞也會出現這個錯誤。但有時主機也會毫無原因地顯示這個畫面，這可能是因為所插入之光碟被誤認為盜版光碟。這個錯誤畫面也會出現在PlayStation 3。
還有，當在HDD讀取時若強制關機PlayStation 3也會出現「紅白當機」，這時除了更換硬碟外無其他辦法。

## Microsoft Windows

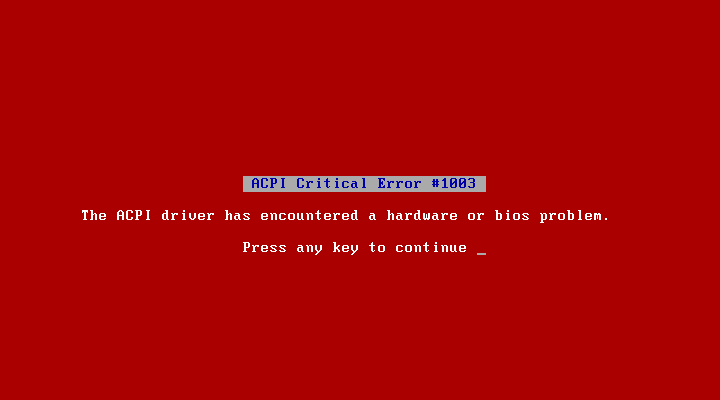
在Microsoft Memphis Build 1400上的红屏死机

### Windows Vista
當Windows Vista或其測試（Beta）版的启动程序有嚴重的錯誤時，Windows Vista就會出現紅屏當機。它仍然被多次發現於Windows Vista 2006年的測試版和2007年的正式版內，但2007年的正式版多為藍屏死機。

### Windows 98 SE
在Windows 98 SE（研發代號「Memphis」）上，紅屏當機會出現在進階組態與電源介面（ACPI）裝置發生錯誤造成系統損毀時。